# Berlin 36
Berlin 36 ist ein deutsches Filmdrama von Kaspar Heidelbach aus dem Jahr 2009 mit Karoline Herfurth in der Hauptrolle. Der Film ist an das Schicksal der jüdischen Leichtathletin Gretel Bergmann angelehnt, die auf Anweisung des Nationalsozialistischen Reichsbunds für Leibesübungen von den Olympischen Sommerspielen 1936 in Berlin ferngehalten wurde.

## Handlung
Gretel Bergmann gewinnt in England die Meisterschaft im Hochsprung. Ihr Vater hatte die begabte Sportlerin, die als Jüdin in der Zeit des Nationalsozialismus nicht trainieren durfte, rechtzeitig in England in Sicherheit gebracht. Da die Vereinigten Staaten ihre Teilnahme an den Olympischen Spielen davon abhängig machen, dass deutsch-jüdische Sportler und besonders die international bekannte Bergmann sich dafür qualifizieren können, gerät das gleichgeschaltete Olympische Komitee in Berlin in Schwierigkeiten.
Als ihre Familie bedroht wird, kehrt Bergmann nach Deutschland zurück und wird scheinbar gleichberechtigt im olympischen Trainingslager der Hochspringerinnen aufgenommen. Trainer Waldmann, der von Bergmanns Begabung, Leistungsfähigkeit und Disziplin angetan ist, weigert sich, sportliche Fairness und Moral aufzugeben und Bergmann gemäß Anweisung der Parteifunktionäre auszubooten. Er wird fristlos entlassen und durch den parteitreuen Trainer Kulmbach ersetzt.
Bergmann erlebt jetzt Aussonderung, Abneigung und Beeinträchtigung ihrer sportlichen Leistungsfähigkeit. Trainer Kulmbach versucht, die junge Frau zu verunsichern und zur Aufgabe zu bringen. Eine der drei Konkurrentinnen auf sportlicher Ebene ist ihre Zimmergenossin Marie Ketteler. Diese ist in Wirklichkeit ein Mann und soll nach dem Willen der Nazis den dritten der drei deutschen Startplätze im Frauenhochsprung einnehmen. Zwischen Ketteler und Bergmann entsteht trotz Steuerung der Qualifikation von außen eine solidarische Freundschaft.
Bergmann wird, obwohl sie trainingsbeste Hochspringerin sowie neue württembergische Meisterin mit eingestelltem deutschen Rekord ist und sich eine der beiden anderen Teilnehmerinnen am Trainingslager verletzt hat, unter Drohungen und vorgeschobenen Gründen von den Olympischen Spielen ausgeschlossen. Nachdem Ketteler davon erfahren hat, stößt sie im olympischen Endkampf mit der Hand an die Latte. Diese fällt, Ketteler belegt nur Platz 4, die zweite deutsche Starterin Rang 3. Bergmann verfolgt als Zuschauerin den Wettbewerb. Ketteler und sie lächeln sich zu, als ob Ketteler mit einem absichtlichen Ausscheiden den Nationalsozialisten eine Niederlage zugefügt und Bergmann für ihre Behandlung Genugtuung verschafft hätte.
Zum Ende des Films wird die echte Gretel Bergmann im Jahr 2009 gezeigt.

## Produktion
Die Gemini Film Eyeworks Produktion in Kooperation mit NDR, Degeto Film und Beta Film wurde von nordmedia Fonds, der Filmstiftung NRW, der Filmförderung Hamburg Schleswig-Holstein, dem Deutschen Filmförderfonds und der MEDIA gefördert.
Die Dreharbeiten begannen am 6. August 2008 und endeten am 19. Oktober 2008. Das „Haus des Sports“ stellt im Film das Rathaus Bochum dar, welches für die Dreharbeiten vier Tage lang gesperrt wurde. Neben dem Filmstandort Bochum waren verschiedene Orte und Städte in Nordrhein-Westfalen, Niedersachsen, Hamburg, Schleswig-Holstein und Berlin Motivgeber, darunter beispielsweise das niedersächsische Schloss Eldingen bei Celle als Leichtathletik-Trainingslager sowie das Wittringer Stadion in Gladbeck, das Olympiastadion Berlin oder Filmkulissen des in Potsdam beheimateten Filmstudios Babelsberg.
Der Film hatte seine Deutschlandpremiere am 20. August 2009. Der Kinostart war am 10. September 2009, die Erstausstrahlung im deutschen Fernsehen am 11. Juli 2012 in der ARD, wo der Film mit 4,43 Millionen Zuschauern und 15,5 Prozent Gesamtmarktanteil den Tagessieg erreichte.

## Historischer Hintergrund
Die Figur der Marie Ketteler hat es so nicht gegeben. Sie ist angelehnt an die reale Person Dora Ratjen, die bei den Olympischen Spielen 1936 im Hochsprungwettbewerb der Damen mit der Höhe von 1,58 Metern den vierten Platz belegte. Anders als in dem Film dargestellt, war Dora Ratjen von Geburt an als Frau identifiziert und erst mit 11. Januar 1939 in den amtlichen Urkunden als Mann bestimmt worden.
Dora Ratjen ersetzte jedoch nicht die am Start gehinderte Gretel Bergmann, sondern war lediglich das verbliebene zweite Teammitglied. Um gegenüber der Weltöffentlichkeit behaupten zu können, man halte den dritten Platz für die verletzte Gretel Bergmann frei, blieb dieser unbesetzt.
Die zentralen Aussagen des Films entsprechen nicht der historischen Wirklichkeit. Tatsächlich war Gretel Bergmann nicht bekannt, dass Dora Ratjen später als Mann identifiziert wurde. Dies gab sie noch im 21. Jahrhundert in Interviews an. So entdeckte Bergmann auch nicht zufällig Ratjens Intersexualität beim Duschen. Eine daraus resultierende innige Beziehung zwischen beiden, wie im Film angedeutet, hat es nicht gegeben. In Wahrheit hatten Bergmann und Ratjen allenfalls ein loses Verhältnis als sportliche Konkurrentinnen. Dass Gretel dem Wettbewerb von der Tribüne aus zuschaute, entspricht auch nicht den Tatsachen. In Wahrheit war sie gar nicht im Stadion. Da sie kurze Zeit zuvor aus dem Olympiakader geworfen worden war, bereitete sie ihre Emigration vor. Dora Ratjen riss die Hochsprunglatte auch nicht absichtlich, sondern war wahrscheinlich der nervlichen Anspannung nicht gewachsen.
Der Film vermittelt den Eindruck, dass erst die Nazis Ratjen zum Hochsprungstar machten. Dies stimmt nicht, da Dora Ratjen seit 1934 mehrfach Gaumeisterin und 1936 Deutsche Meisterin im Hochsprung war und damit zu den leistungsstärksten Kandidatinnen für den deutschen Olympiakader gehörte. Die Behauptung, Ratjen sei von den Nazis erpresst worden, an den Spielen teilzunehmen, ist ebenfalls falsch. Die nationalsozialistischen Machthaber identifizierten sie gemäß den noch vorhandenen Quellen erst nach Ratjens Festnahme am 21. September 1938 in Magdeburg als Mann.
Diese Abweichungen von der historischen Wirklichkeit sowie künstlerische Freiheiten für die Dramaturgie des Spielfilms sorgten für Diskussionen in den Medien, zumal der Film im Untertitel behauptet, „die wahre Geschichte einer Siegerin“ zu erzählen.

## Kritiken
„Die auf Sentimentalisierung setzende Inszenierung wird der Brisanz der historischen Fakten nicht gerecht, verwässert und verzerrt diese vielmehr, sodass aus dem Drama nicht mehr wird als auf Klischees setzendes Kitschkino.“

„Die Tatsache, dass wir heute endlich davon erfahren, ist das Erfreulichste an diesem Film. Trotz guter Schauspielerleistungen, wozu auch Axel Prahl als verständiger Nicht-Nazi-Trainer gehört, ist die gelackte, naturalistische Ausmalung braunen Alltagslebens und die Simplifizierung der Charaktere eine penetrante Unterforderung des Zuschauers. Eine außergewöhnliche Geschichte – schlecht ins Bild gesetzt, aber in spekulativem Bilderrahmen verkauft – das kann man schon als Zumutung empfinden.“

„Das Ganze ist schauspielerisch wie inszenatorisch anständig ausgeführt, bewirkt aber keine nennenswerte Irritation beim Zuschauer. […] Kaspar Heidelbach erzählt uns in ‚Berlin 36‘ keine Geschichte über Sieger und Verlierer, pervertierte Staatsräson und individuellen Anstand, sondern eine über Außenseiter. Die Jüdin und der Transsexuelle sind hier quasi in der gleichen Situation, was doch eine heikle These ist, die den Fall Bergmann sehr ins Allgemeine dehnt. Dazu passt, dass die Schikanen, denen sich die Jüdin im Trainingslager ausgesetzt sieht, schlicht wie Mobbing wirken. Man versteht, worauf das hinaus will bei den Zuschauern: auf Wiedererkennen und Einfühlen. Doch sechs Millionen ermordete Juden sind nun einmal nicht die Folge von Mobbing gewesen.“

„Berlin 36 versucht, beiden Figuren einigermaßen gerecht zu werden und erfindet eine Freundschaft zwischen den Sportlerinnen. Die Absicht war wohl herauszufinden, ob die Begegnung der beiden Hochspringerinnen anders verlaufen wäre, hätten sie einander mehr und besser gekannt. Das ist ja eine interessante Hypothese, doch man merkt dem Film an, dass er überfrachtet wurde, dass das historische Korsett drückt, dass die für zwei Schicksale dann viel zu knappe Zeit die Handlung schnürt und sie viel zu dünn erscheinen lässt. Man kann das der Inszenierung vorwerfen, andererseits war die Geschichte von Gretel Bergmann und Dora Ratjen zu lange verschollen. Sie überhaupt zu entdecken, ist hier die Leistung, und auch Karoline Herfurth wie dem Ensemble schaut man ganz gerne zu.“

## Auszeichnungen
- Die Deutsche Film- und Medienbewertung vergab dem Film das Prädikat wertvoll.